# Вероніка Новаковська-Земняк
Вероніка Новаковська-Земняк (пол. Weronika Nowakowska-Ziemniak, 7 липня 1986, Клодзко, Польща) — польська біатлоністка, учасниця Олімпійських ігор 2010 року.

## Виступи на Олімпійських іграх
| Рік  | Місце проведення | ІН | СП | ПЕ | МС | ЕС |
| ---- | ---------------- | -- | -- | -- | -- | -- |
| 2010 | Ванкувер         | 5  | 36 | 28 | 21 | 12 |

## Виступи на Чемпіонатах світу
| Рік  | Місце проведення     | ІН | СП | ПЕ | МС | ЕС |
| ---- | -------------------- | -- | -- | -- | -- | -- |
| 2008 | Естерсунд            | —  | 58 | 55 | —  | —  |
| 2009 | Пхьончхан            | 36 | 35 | 16 | —  | 6  |
| 2012 | Рупольдінг           | 21 | 20 | 17 | 9  | 9  |
| 2013 | Нове Место-на-Мораві | 23 | 34 | 27 | 12 | 9  |

## Загальний залік Кубку світу
- 2008–2009 — 43-е місце
- 2009–2010 — 37-е місце
- 2010–2011 — 61-е місце
- 2011–2012 — 24-е місце
- 2012–2013 — 26-е місце

## Виступи на Чемпіонатах Європи
| Рік  | Місце проведення     | ІН | СП | ПЕ  | МС | ЕС |
| ---- | -------------------- | -- | -- | --- | -- | -- |
| 2005 | Новосибірськ         | —  | 10 | DNF | —  | —  |
| 2006 | Лангдорф             | 30 | 26 | 27  | —  | —  |
| 2007 | Бансько              | 12 | 13 | 10  | —  | —  |
| 2008 | Нове Место-на-Мораві | 14 | 14 | 18  | —  | —  |
| 2012 | Брезно-Осрблє        | 12 | 3  | 6   | —  | —  |

## Статистика стрільби
| Лежачи  | 81% | 85% | 88% | 83% |
| Стоячи  | 73% | 73% | 75% | 81% |
| Загалом | 77% | 79% | 82% | 82% |